# روبرت لايت
روبرت لايت (بالإنجليزية: Robert Light)‏ هو سياسي أمريكي، ولد في 4 مارس 1927 في الولايات المتحدة، وتوفي في 26 أكتوبر 2015 في كارلسباد في الولايات المتحدة. حزبياً، نشط في الحزب الديمقراطي. وقد انتخب مفوض المقاطعة ‏ مقاطعة إدي وانتخب عضو مجلس نواب نيومكسيكو.